# 傑氏鮨麗魚
傑氏鮨麗魚，為輻鰭魚綱鱸形目隆頭魚亞目慈鯛科的其中一種，分布於非洲剛果河上游、庫內內河、三比西河流域，體長可達39.6公分，棲息在底層水域，生活習性不明，可作為食用魚、觀賞魚。

## 擴展閱讀
維基物種上的相關：傑氏鮨麗魚